# Koyo Kouoh
Koyo Kouoh, (Camerún, 1967 – Suiza, 10 de mayo de 2025) fue una curadora independiente, conservadora de museo y productora cultural camerunesa. En marzo de 2019 fue nombrada directora general y conservadora jefa del Zeitz Museum of Contemporary Art Africa, conocido como Zeitz Mocaa, en Sudáfrica. 

## Trayectoria
Estudió en Zúrich, donde su familia se mudó cuando ella tenía trece años. Sus padres le animaron a que estudiara economía. Trabajó durante un tiempo en el mundo bancario antes de incorporarse al campo cultural, centrándose inicialmente en la literatura y el cine. En 1995, fue a Dakar para una entrevista con el cineasta Ousmane Sembène. Regresó un año después, para establecerse allí. Empezó su carrera como curadora en 1998 coordinando hasta 2002 el programa cultural del Instituto Gorée. Desde 2001, fue también cocuradora de reuniones de fotografía africana en Bamako. En 2003, colaboró en la Bienal de Dakar.  
En 2008, creó la RAW Material Company. Centro para el conocimiento de arte y sociedad, un centro de arte, sede de exposiciones y espacio de debate en Dakar. Fue curadora de la 1:54 Contemporary African Art Fair en Londres, de Documenta 12, en 2007, y documenta 13 de 2012. En 2010, trabajó en Bruselas como cocomisaria de la exposición Géo-graphics. También fue curadora asociada de SUD (Salon Urbain de Douala), un festival de arte en Camerún.  En febrero de 2014, el Ministerio de Cultura de Senegal y la Unión Europea le encomendaron una reforma profunda de la Bienal de Dakar. Especializada en fotografía, vídeo y arte en el espacio público, organizó numerosas exposiciones internacionales y escribió sobre arte africano contemporáneo.
En marzo de 2019 fue nombrada directora general y conservadora jefa del Zeitz Museum of Contemporary Art Africa, conocido como Zeitz Mocaa, en Sudáfrica, reemplazando al nigeriano Azu Nwagbogu que asumió de manera interina el cargo. «Mis obsesiones curatoriales tendrán continuidad, lógicamente en la nueva etapa. Es decir: las mujeres, la política, los artistas que crean universos, la diáspora, la idea de modernidad, y por supuesto, la digestión del colonialismo situando el acento en África del Sur donde este proceso está en el inicio»". Durante su gestión organizó exposiciones con obras de Tracey Rose, Otobong Nkanga y otros.
En 2020, recibió el Grand Prix Meret Oppenheim.
En diciembre de 2024 fue nombrada para conducir la Bienal de Venecia en 2026, a propuesta del presidente de la Bienal, Pietrangelo Buttafuoco.
Murió de forma repentina en Suiza el 10 de mayo de 2025, a pocos días de la presentación del título y el tema de la Bienal.

## Trabajos
- Koyo Kouoh (dir.), Chronique d'une révolte, photographies d'une saison de protestation, Raw Material Company, Dakar ; Haus der Kulturen der Welt, Berlín, 2012, R79 ISBN 9783943994025.
- Martin Taureg y Koyo Kouoh, 9 x Dakar : 9 artistas senegaleses contemporáneos , Goethe-Institut Dakar, 2003
- Communautés imaginées, Etat des Lieux, Symposium sur la création d'institutions d'art en Afrique, sous la direction de Koyo Kouoh, Hatje Cantz et Raw Material Company, Dakar, 2013
- Issa Samb (El extraño), Word ! Word ? Word !, textos de Simon Njami , editados por Koyo Kouoh, Oficina de Arte Contemporáneo de Noruega (OCA) y Raw Material Company, 2013
- Body talk: Feminism, sexuality and the body in the work of six African women artists, catalogue d'une exposition de 2014 à Bruxelles[13]